# Jan Grudziński
Jan Grudziński (né le 3 décembre 1907 à Kiev - disparu en mer du Nord au printemps 1940) est un sous-marinier polonais lors de la Seconde Guerre mondiale.

## Biographie
Jan Grudziński est né le 3 décembre 1907 à Kiev. Il est le fils de Stanisław et de Regina Radecka. Après le recouvrement de l'indépendance de la Pologne en 1918 il s'installe avec ses parents  à Lwów. En 1921 il entre au Corps de cadets n°1  à Lwów et y obtient son baccalauréat. En 1928 il termine l'école navale avant d'être nommé enseigne de vaisseau de deuxième classe. Il commence sa carrière en tant que commandant d'un peloton d'aspirants de réserve, en 1929 il est transféré à la flottille de Pińsk. Peu après il devient commandant d'une compagnie d'artillerie côtière à Hel. En 1932 il est affecté en tant que commandant en second au torpilleur ORP Podhalanin. Du 1er décembre 1933 au 31 août 1934 il suit le cours d'officier torpilleur. Après l'avoir terminé il embarque sur le mouilleur de mines ORP Smok en tant que chef du minage. En 1937 il effectue le stage de navigation sous-marine. Un an plus tard il participe à la construction du sous-marin ORP Sęp, ensuite il prend le commandement du torpilleur ORP Kujawiak. Fin 1938 il est désigné commandant en second de l'ORP Sęp. Peu avant le déclenchement de la Seconde Guerre mondiale il arrive sur le sous-marin ORP Orzeł.
Pendant la campagne de Pologne Orzeł prend la mer, et patrouille en Baltique. À la suite de la maladie de son commandant, Henryk Kłoczkowski, Grudziński prend le commandement. Orzeł se rend le 14 septembre à Tallinn en Estonie où Kłoczkowski est emmené à l'hôpital. Le lendemain Orzeł avec son équipage est illégalement interné. Grudziński avec ses officiers décident de s'évader. Le 17 septembre ils réalisent leur plan, Orzeł parvient à gagner la haute mer. Orzeł continue de patrouiller en mer Baltique. Une fois la capacité à poursuivre le combat épuisée, Grudziński prend la décision de rallier l'Angleterre où il arrive le 14 octobre sans cartes et instruments de navigation.
Le 21 octobre 1939 le lieutenant de vaisseau Jan Grudziński est officiellement nommé commandant de l'Orzeł. Celui-ci après avoir subi des réparations nécessaires en fin 1939, part régulièrement en mission en mer du Nord. Lors de ces patrouilles, il coule un transport de troupes allemand Rio de Janeiro et probablement un patrouilleur.
Le 23 mai 1940 Orzeł part pour une nouvelle mission pour patrouiller les environs du détroit de Skagerrak. À partir de là, tout contact avec le navire a été perdu, il disparaît sans laisser de traces. Il a heurté probablement une mine. Le 11 juin, date prévue de son retour il est considéré comme perdu. Jan Grudziński périt avec tout son équipage.

## Promotions militaires
| enseigne de vaisseau de deuxième classe (podporucznik) | 1928                    |
| enseigne de vaisseau de première classe (porucznik)    | 1932                    |
| lieutenant de vaisseau (kapitan)                       | 1936                    |
| capitaine de corvette (komandor podporucznik)          | 1940 (à titre posthume) |

## Décorations
- Croix d'argent de l'Ordre militaire de Virtuti Militari
- Croix d'or de l'Ordre militaire de Virtuti Militari
- Croix de la Valeur (Krzyż Walecznych)
- Médaille maritime (Medal Morski)
- Ordre du Service distingué

Jan Grudziński est l'unique officier de la marine polonaise à être décoré de l'ordre Virtuti Militari deux fois.

## Postérité
En hommage au capitaine de corvette Jan Grudziński, son nom est donné:
- à une rue de Gdynia
- au collège no 20 à Gdańsk
- au collège no 9 à Szczecin